# Sarcaulus
Sarcaulus  es un género de plantas con flor en la familia de las Sapotaceae. 

## Especies
- Sarcaulus brasiliensis (A.DC) Eyma, 1936
- Sarcaulus inflexus (A.C.Sm.) T.D.Penn. 1990
- Sarcaulus oblatus T.D.Penn. 1990
- Sarcaulus vestitus (Baehni) T.D.Penn. 1990
- Sarcaulus wurdackii Aubrév. 1965